# Demand Progress
Demand Progress è un'organizzazione statunitense per il benessere sociale con sede a Washington, che si occupa di sviluppare una coscienza critica riguardante i diritti degli utenti sul web.

## Storia
Nata nel 2010 da alcuni attivisti e sviluppatori tra i quali Aaron Swartz, opera promuovendo campagne di raccolta firme online, volte alla difesa della libertà di espressione in rete, e della protezione dei dati personali.
Con la loro prima battaglia - con Aaron Swartz schierato in prima linea - riuscirono ad impedire l'approvazione PROTECT IP Act e della legge SOPA (Stop Online Piracy Act), che aveva come obiettivo un inasprimento delle sanzioni per tutti coloro che violassero le leggi sul copyright, ostacolando di fatto il libero accesso alla conoscenza.
Il primo nucleo del progetto fu il sito di whisteblowing watchdog.net.